# Waakirchen
Waakirchen – miejscowość i gmina w południowych Niemczech, w kraju związkowym Bawaria, w rejencji Górna Bawaria, w regionie Oberland, w powiecie Miesbach. Leży około 12 km na zachód od Miesbach, przy drodze B472 i linii kolejowej Monachium – Lenggries.

## Dzielnice
Hauserdörfl, Krottenthal, Marienstein, Piesenkam, Riedern, Schaftlach i Waakirchen

## Demografia

### Struktura wiekowa
Dane o ludności z 31 grudnia 2008:
| Opis                                | Ogółem | Ogółem | Kobiety | Kobiety | Mężczyźni | Mężczyźni |
| ----------------------------------- | ------ | ------ | ------- | ------- | --------- | --------- |
| Jednostka                           | osób   | %      | osób    | %       | osób      | %         |
| Populacja                           | 5525   | 100    | 2822    | 51,08   | 2703      | 48,92     |
| Wiek przedprodukcyjny (0–17 lat)    | 1013   | 18,33  | 480     | 8,69    | 533       | 9,65      |
| Wiek produkcyjny (18–65 lat)        | 3431   | 62,1   | 1747    | 31,62   | 1684      | 30,48     |
| Wiek poprodukcyjny (powyżej 65 lat) | 1081   | 19,57  | 595     | 10,77   | 486       | 8,8       |

## Polityka
Wójtem gminy jest Josef Hartl z FWG, wcześniej urząd ten obejmował Peter Finger, rada gminy składa się z 20 osób.
|      | CSU | SPD | FWG | Razem |
| 2008 | 7   | 4   | 9   | 20    |
| 2002 | 8   | 5   | 7   | 20    |